# Exomalopsis otomita
Exomalopsis otomita är en biart som beskrevs av Cresson 1878. Exomalopsis otomita ingår i släktet Exomalopsis och familjen långtungebin. Inga underarter finns listade i Catalogue of Life.